# Ozyptila maculosa
Ozyptila maculosa är en spindelart som beskrevs av Hull 1948. Ozyptila maculosa ingår i släktet Ozyptila och familjen krabbspindlar. Inga underarter finns listade i Catalogue of Life.